# Raphidilla granulosa
Raphidilla granulosa är en halssländeart som beskrevs av Navás 1915. Raphidilla granulosa ingår i släktet Raphidilla och familjen ormhalssländor. Inga underarter finns listade i Catalogue of Life.